# سرزمین‌های گوسوکو و دارائی‌های پادشاهی ریوکیو
سرزمین‌های گوسوکو و دارائی‌های پادشاهی ریوکیو شامل ۹ مکان می‌باشند که همگی در استان اوکیناوای ژاپن واقع شده‌اند . این میراث‌ها شامل دو بیشه یا یوتاکی، مقبره تامائودون و یک باغ و پنج قلعهٔ گوسوکو می‌باشد که اکثر آن خراب شده‌است . این مناطق معرف خوبی از فرهنگ سلطنتی ریوکیو می‌باشند که با ترکیب منحصر به فرد نفوذ ژاپنی و چینی توانست این منطقه را از لحاظ اقتصادی و فرهنگی به پلی ارتباطی میان ایالت‌های همسایه مبدل سازد.سرزمین‌های گوسوکو و دارائی‌های پادشاهی ریوکیو سال ۲۰۰۰ در فهرست میراث جهانی یونسکو به ثبت رسید.

## لیست مکان ها
| نام                                                              | نوع                 | محل                                         | نگاره |
| ---------------------------------------------------------------- | ------------------- | ------------------------------------------- | ----- |
| Tamaudun (玉陵 Tamaudun)                                         | آرامگاه             | ناها، اوکیناوا, استان اوکیناوا              |       |
| Sonohyan-utaki Ishimon (園比屋武御嶽石門 Sonohyan-utaki Ishimon) | Stone gate at utaki | Naha-shi, Okinawa-ken                       |       |
| Nakijin Castle Site (今帰仁城跡 Nakijin-jō ato)                  | Gusuku ruins        | Nakijin-son, Kunigami-gun, Okinawa-ken      |       |
| Zakimi Castle Site (座喜味城跡 Zakimi-jō ato)                    | Gusuku ruins        | Yomitan-son, Nakagami-gun, Okinawa-ken      |       |
| Katsuren Castle Site (勝連城跡跡 Katsuren-jō ato)                | Gusuku ruins        | اوروما، اوکیناوا, Nakagami-gun, Okinawa-ken |       |
| Nakagusuku Castle Site (中城城跡 Nakagusuku-jō ato)              | Gusuku ruins        | Nakagusuku-son, Nakagami-gun, Okinawa-ken   |       |
| قلعه شوری Site (首里城跡 Shuri-jō ato)                           | Gusuku              | Naha-shi, Okinawa-ken                       |       |
| Shikinaen (識名園 Shikinaen)                                     | Garden              | Naha-shi, Okinawa-ken                       |       |
| Seifa-utaki (斎場御嶽 Seifa-utaki)                               | Utaki               | نانجو، اوکیناوا, Okinawa-ken                |       |